# Henrique I da Borgonha
Henrique I da Borgonha (946 - Castelo de Pouilly-sur-Saône, Pouilly-sur-Saône, 15 de outubro de 1002) foi Duque da Baíxa-Borgonha, eleito pelos condes do ducado da Borgonha, conde de Autun, de Avallon e de Beaune.

## Relações familiares
Foi filho de Hugo, o Grande (895 - 19 de junho de 956) e de Edviges da Saxônia (922 - 10 de maio de 965), filha de Henrique I da Germânia (976 - 2 de julho de 936) e de Matilde de Ringelheim (890 — 968). Casou por três vezes, a primeira com Gerberga de Chalon (ou Mâcon?) (947 -?), a segunda em Junho de 992 com Gersenda de Gasconha (950 -?) e a terceira com Matilde de Chalon, Senhora de Donzy (975 -?), filha de Lamberto de Chalon (930 - 22 de fevereiro de 978), conde de Chalon e de Adelaide de Vermandois, senhora de Donzy (950 - 980).
Só teve descendência do terceiro casamento:
1. Aremburga de Borgonha (999 - 1016) casou com Damásio de Semur[4] (995 - 1048), Barão de Semur-en-Brionnais  e Senhor do Castelo de Semur-en-Brionnais na comuna francesa de Semur-en-Brionnais em Saône-et-Loire.